# Aziatische lanspuntslangen
De Aziatische lanspuntslangen (Trimeresurus) zijn een geslacht van slangen uit de familie adders (Viperidae) en de onderfamilie groefkopadders (Crotalinae).

## Naam en indeling
De wetenschappelijke naam van de groep werd voor het eerst voorgesteld door Bernard Germain de Lacépède in 1804. Er zijn 52 soorten, het soortenaantal is al lange tijd aan verandering onderhevig door de aanvoer van nieuwe inzichten. Lange tijd telde het geslacht ongeveer tien soorten, later werden de soorten uit de niet meer erkende geslachten Cryptelytrops en Viridovipera ook tot Trimeresurus gerekend.
Een aantal soorten is pas zeer recentelijk beschreven zoals de pas sinds 2020 bekende soorten Trimeresurus caudornatus, Trimeresurus davidi, Trimeresurus guoi en Trimeresurus salazar. Andere soorten worden tegenwoordig niet meer als zodanig erkend, maar gezien als ondersoorten, zoals Trimeresurus buniana, Trimeresurus fucatus, Trimeresurus toba, die tegenwoordig als ondersoorten van Trimeresurus sabahi worden beschouwd.

## Uiterlijke kenmerken
De slangen bereiken een lichaamslengte tot ongeveer een meter. Sommige soorten blijven aanzienlijk kleiner, zoals Trimeresurus brongersmai die ongeveer 40 centimeter lang wordt. De kop is duidelijk te onderscheiden van het lichaam door de aanwezigheid van een insnoering. De ogen zijn relatief groot, ze zijn oranje tot rood van kleuir en hebben een verticale pupil. De slangen hebben 19, 20, 21 of 23 rijen schubben in de lengte op het midden van het lichaam.
De lichaamskleur is altijd helder groen, sommige soorten kunnen een overwegend hemelsblauwe lichaamskleur hebben zoals Trimeresurus vogeli. Veel soorten hebben een opvallende, rood gekleurde staartpunt die erg beweeglijk is. Deze wordt gebruikt om prooidieren te lokken die de staartpunt aanzien voor een worm.

## Levenswijze
Aziatische lanspuntslangen zijn boombewoners die vooral jagen op kleine zoogdieren, maar ook vogels en kikkers worden buitgemaakt. De vrouwtjes zetten geen eieren af maar zijn eierlevendbarend, de jongen komen levend ter wereld.

## Verspreiding en habitat
Aziatische lanspuntslangen komen voor in delen van Azië en leven in de landen India, Nepal, Bhutan, Myanmar, Thailand, Cambodja, Laos, Vietnam, China, Indonesië, Filipijnen, Taiwan, Bangladesh, Oost-Timor, Maleisië, Nepal, Singapore en Sri Lanka. De habitat bestaat uit vochtige tropische en subtropische bossen, zowel in laaglanden als in bergstreken, graslanden en scrublands. Ook in door de mens aangepaste streken zoals landelijke tuinen en aangetaste bossen kunnen de dieren worden aangetroffen.

## Beschermingsstatus
Door de internationale natuurbeschermingsorganisatie IUCN is aan 40 soorten een beschermingsstatus toegewezen. Van de soorten worden er 27 beschouwd als 'veilig' (Least Concern of LC), vier als 'onzeker' (Data Deficient of DD), drie als 'kwetsbaar' (Vulnerable of VU) en drie als 'gevoelig' (Near Threatened of NT). De soorten Trimeresurus truongsonensis, Trimeresurus kanburiensis en Trimeresurus buniana ten slotte worden gezien als 'bedreigd' (Endangered of EN).

## Soorten
Het geslacht omvat de volgende soorten, met de auteur en het verspreidingsgebied.
| Naam                                        | Auteur                                                                                   | Verspreidingsgebied                                                                |
| ------------------------------------------- | ---------------------------------------------------------------------------------------- | ---------------------------------------------------------------------------------- |
| Witlipbamboeadder (Trimeresurus albolabris) | Gray, 1842                                                                               | India, Nepal, Bhutan, Myanmar, Thailand, Cambodja, Laos, Vietnam, China, Indonesië |
| Trimeresurus andersonii                     | Theobald, 1868                                                                           | India                                                                              |
| Trimeresurus arunachalensis                 | Regenass & Kramer, 1981                                                                  | India                                                                              |
| Trimeresurus calamitas                      | Vogel, David & Sidik, 2022                                                               | Indonesië                                                                          |
| Trimeresurus cantori                        | Blyth, 1846                                                                              | India                                                                              |
| Trimeresurus cardamomensis                  | Malhotra, Thorpe, Mrinalini & Stuart, 2011                                               | Thailand, Cambodja, Vietnam                                                        |
| Trimeresurus caudornatus                    | Chen, Ding, Vogel & Shi, 2020                                                            | China                                                                              |
| Trimeresurus davidi                         | Chandramouli, Campbell & Vogel, 2020                                                     | India                                                                              |
| Trimeresurus erythrurus                     | Cantor, 1839                                                                             | India, Bangladesh, Myanmar, Nepal, Thailand, Bhutan                                |
| Trimeresurus fasciatus                      | Boulenger, 1896                                                                          | Indonesië                                                                          |
| Trimeresurus flavomaculatus                 | Gray, 1842                                                                               | Filipijnen                                                                         |
| Trimeresurus gracilis                       | Oshima, 1920                                                                             | Taiwan                                                                             |
| Trimeresurus gumprechti                     | David, Vogel, Pauwels & Vidal, 2002                                                      | Thailand, Laos, Vietnam, China, Myanmar                                            |
| Trimeresurus gunaleni                       | Vogel, David & Sidik, 2014                                                               | Indonesië                                                                          |
| Trimeresurus guoi                           | Chen, Shi, Vogel & Ding, 2020                                                            | China, Vietnam, Thailand, Myanmar                                                  |
| Trimeresurus hageni                         | Lidth de Jeude, 1886                                                                     | Indonesië, Maleisië, Thailand                                                      |
| Trimeresurus honsonensis                    | Grismer, Ngo & Grismer, 2008                                                             | Vietnam                                                                            |
| Trimeresurus insularis                      | Kramer, 1977                                                                             | Indonesië, Oost-Timor                                                              |
| Trimeresurus kanburiensis                   | Smith, 1943                                                                              | Thailand                                                                           |
| Trimeresurus kirscheyi                      | Vogel, David & Sidik, 2022                                                               | Indonesië (Simeulue)                                                               |
| Trimeresurus kuiburi                        | Sumontha, Suntrarachun, Pauwels, Pawa-Ngkhanant, Chomngam, Iamwiriyakul & Chanhome, 2021 | Thailand                                                                           |
| Trimeresurus labialis                       | Steindachner, 1867                                                                       | India                                                                              |
| Trimeresurus macrops                        | Kramer, 1977                                                                             | Thailand, Cambodja, Laos, Vietnam                                                  |
| Trimeresurus malcolmi                       | Loveridge, 1938                                                                          | Indonesië, Maleisië                                                                |
| Trimeresurus mayaae                         | Rathee, Purkayastha, Lalremsanga, Dalal, Biakzuala, Muansanga & Mirza, 2022              | India                                                                              |
| Trimeresurus mcgregori                      | Taylor, 1919                                                                             | Filipijnen                                                                         |
| Trimeresurus medoensis                      | Zhao, 1977                                                                               | Myanmar, India, China                                                              |
| Trimeresurus mutabilis                      | Stoliczka, 1870                                                                          | India                                                                              |
| Trimeresurus nebularis                      | Vogel, David & Pauwels, 2004                                                             | Maleisië, Thailand                                                                 |
| Trimeresurus phuketensis                    | Sumontha, Kunya, Pauwels, Nitikul & Punnadee, 2011                                       | Thailand                                                                           |
| Trimeresurus popeiorum                      | Smith, 1937                                                                              | India, Nepal, Myanmar, Thailand, Laos, Maleisië, China                             |
| Trimeresurus purpureomaculatus              | Gray, 1832                                                                               | Bangladesh, Myanmar, Thailand, Maleisië, Indonesië                                 |
| Trimeresurus rubeus                         | Malhotra, Thorpe, Mrinalini & Stuart, 2011                                               | Cambodja, Vietnam                                                                  |
| Trimeresurus sabahi                         | Regenass & Kramer, 1981                                                                  | Maleisië, Indonesië                                                                |
| Trimeresurus salazar                        | Mirza, Bhosale, Phansalkar, Sawant, Gowande & Patel, 2020                                | India                                                                              |
| Trimeresurus schultzei                      | Griffin, 1909                                                                            | Filipijnen                                                                         |
| Trimeresurus septentrionalis                | Kramer, 1977                                                                             | Bangladesh, India, Nepal, Bhutan                                                   |
| Trimeresurus sichuanensis                   | Guo & Wang, 2011                                                                         | China                                                                              |
| Trimeresurus stejnegeri                     | Schmidt, 1925                                                                            | China, Taiwan, Nepal, India, Myanmar, Vietnam                                      |
| Trimeresurus sumatranus                     | Raffles, 1822                                                                            | Indonesië, Maleisië, Thailand, Singapore                                           |
| Trimeresurus tibetanus                      | Huang, 1982                                                                              | China, Nepal                                                                       |
| Trimeresurus truongsonensis                 | Orlov, Ryabov, Thanh & Cuc, 2004                                                         | Vietnam                                                                            |
| Trimeresurus venustus                       | Vogel, 1991                                                                              | Thailand                                                                           |
| Trimeresurus vogeli                         | David, Vidal & Pauwels, 2001                                                             | Thailand, Cambodja, Laos, Vietnam                                                  |
| Trimeresurus whitteni                       | Vogel, David & Sidik, 2022                                                               | Indonesië                                                                          |
| Trimeresurus yunnanensis                    | Schmidt, 1925                                                                            | China, Nepal                                                                       |